# فرزند پسر

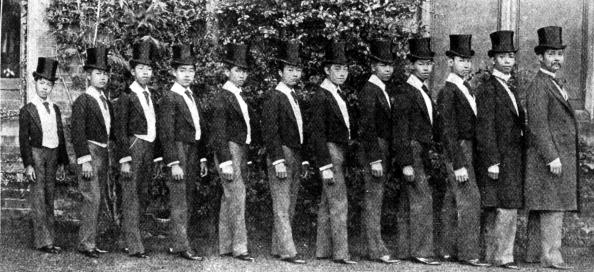
شاه تایلند (سمت راست‌ترین) با تعدادی از ۳۳ فرزند پسرش در دانشگاه آیتون، ۱۸۹۷.

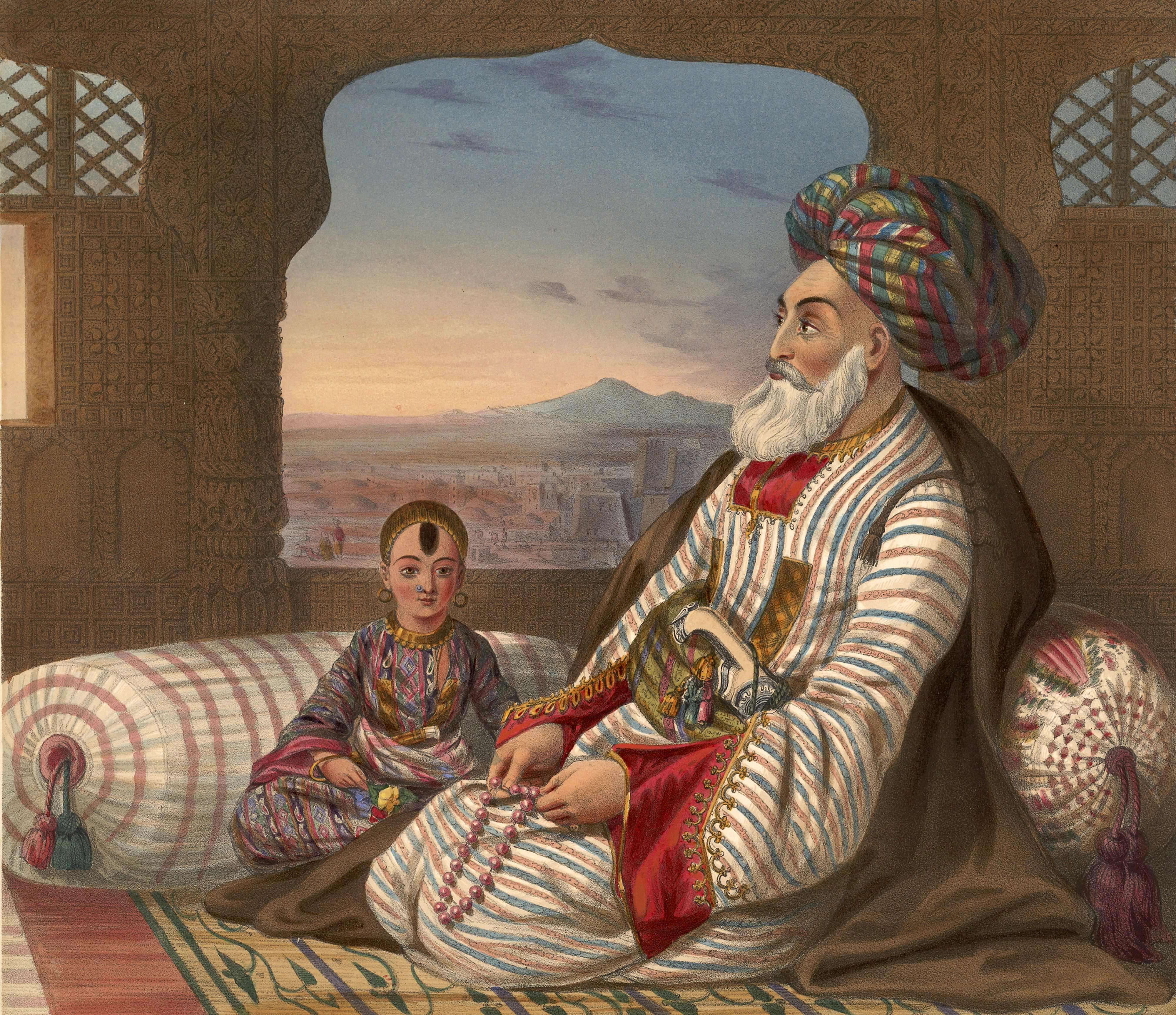
دوست‌محمدخان همراه با پسرش

فرزند پسر زاده‌ای مذکر؛ پسری نسبت به والدینش است. نقطهٔ مقابل آن فرزند دختر است.